# 基爾迪爾 (伊利諾伊州)
基爾迪爾（英語：Kildeer）是位於美國伊利諾伊州萊克縣的一個村落。

## 地理
基爾迪爾的座標為42°10′46″N 88°03′01″W / 42.17944°N 88.05028°W，而該地最高點為海拔高度236米（即774英尺）。

## 人口
根據2010年美國人口普查的數據，基爾迪爾的面積為11.84平方千米，當中陸地面積為11.29平方千米，而水域面積為0.55平方千米。當地共有人口3968人，而人口密度為每平方千米335人。